# 诺伊恩基兴 (石勒苏益格-荷尔斯泰因州)
诺伊恩基兴（德語：Neuenkirchen）是德国石勒苏益格－荷尔斯泰因州的一个市镇。总面积25.14平方公里，总人口1022人，其中男性527人，女性495人（2011年12月31日），人口密度41人/平方公里。